# Georgi Rakovskij
Georgi Sava Rakovskij (in bulgaro Георги Сава Раковски?), pseudonimo di Săbi Stojkov Popovič (Съби Стойков Попович), (Kotel, 1821 – Bucarest, 9 ottobre 1867) è stato un giornalista, poeta, rivoluzionario ed eroe nazionale bulgaro che ha dedicato la propria vita al tentativo di conseguire l’indipendenza del proprio paese dagli Ottomani.

## Biografia
Dal 1840 cercò di conseguire l'indipendenza del paese e delle altre nazioni balcaniche sotto il potere ottomano attraverso una sollevazione armata dei popoli cristiani della regione. A causa delle sue idee rivoluzionarie fu esiliato e nel 1850 divenne capo del movimento nazionale bulgaro. Dopo aver cercato di formare una prima società segreta cospirativa ad Atene, tentò di ripetere l'operazione con maggiore successo in Romania, a Brăila, ma le autorità romene fedele agli ottomani lo condannarono a morte.
Riuscito a fuggire, si recò in Francia e poi in Bulgaria. Come spia russa fu interprete per gli Ottomani durante la guerra di Crimea, ma una volta smascherato si rifugiò sulle montagne del paese natale cercando di arruolare truppe per combattere a fianco dei russi contro gli ottomani.
Dopo molte peregrinazioni nell'Europa orientale meridionale, Rakovskij si stabilì a Belgrado, dove si distinse come pubblicista per il giornale «Dunavskij Lebed», letteralmente «Il cigno del Danubio», dalle cui pagine propugnava la liberazione dell'Europa cristiana dal giogo ottomano.
Dopo essere entrato in conflitto colle autorità serbe nel 1862 fu costretto a sciogliere la propria Legione bulgara, truppe che aveva personalmente organizzato già dall'anno precedente e che in un primo momento aveva avuto la protezione del governo in previsione di un intervento a fianco dei bosniaci contro i turchi.
In seguito Rakovskij giunse a Bucarest, in Romania, nel 1865 e pubblicò il periodico Bălgarska starina, ossia «Antichità bulgara», contenente pagine di divagazioni pseudo-storiche e pseudo-filologiche intese a dimostrare una priorità bulgara nella storia della civiltà umana. Accanto al mestiere di giornalista, Rakovskij si dedicò all'attività rivoluzionaria: creò piccole unità rivoluzionarie, le četi, impegnate nella cospirazione contro gli ottomani. Curata l'organizzazione di una seconda modesta Legione bulgara, dotata di un Comitato centrale segreto predisposto dal rivale Ivan Kasabov, morì di tubercolosi nel 1867. 
Il movimento, i cui capi delle četi furono Panaoit Hitov, Filip Totju, Haži Dimitar Asenov e Stefan Karaža, fu già in quell'anno presto sconfitto, ma gli Ottomani furono convinti a concedere maggiore autonomia ed un riconoscimento alla Chiesa bulgara.

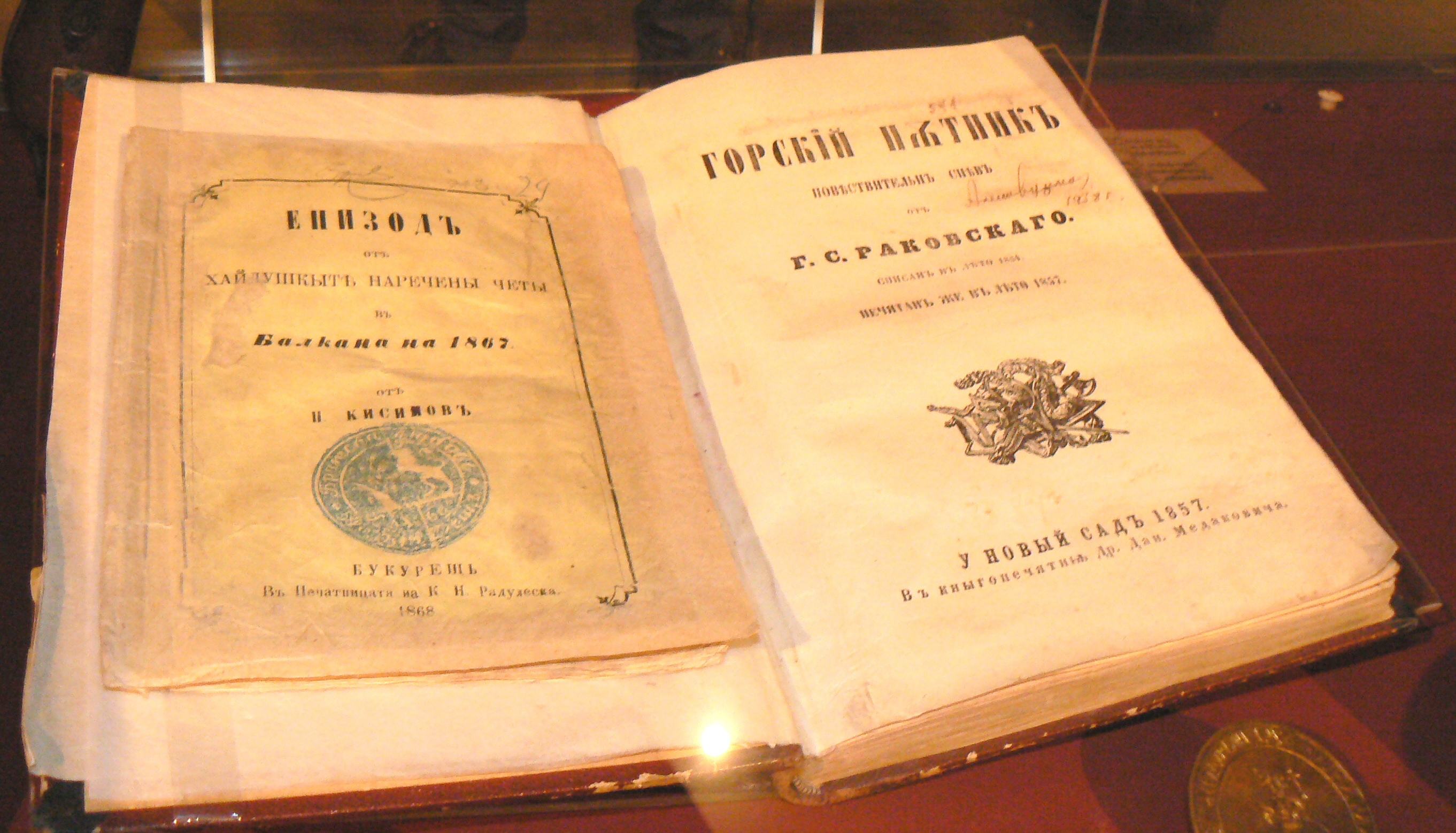
1857

Dopo la caduta del comunismo in Bulgaria, i militari hanno formato una organizzazione degli ufficiali chiamata appunto Legione Rakovskij.

## Opere
- Il viandante della foresta (1857)
- L'innocente bulgaro (autobiografia)